# سوجرنر تروث
سوجرنر تروث (به انگلیسی: Sojourner Truth)، (زادهٔ ۱۷۹۷ - درگذشته ۲۶ نوامبر ۱۸۸۳)، یک مدافع حقوق زنان و از مخالفان و از زنان شجاع آمریکایی برده‌داری در آمریکا بود.

## زندگی
او از پدر و مادری برده در شهرستان اولستر، نیویورک زاده شد ولی در سال ۱۸۲۶ به همراه فرزند دخترش گریخت تا به آزادی برسد. او برای آزاد کردن پسرش به دادگاه شکایت برد و به عنوان اولین زنی شناخته می‌شود که در تاریخ دادگاه‌های آمریکا توانست در چنین موردی علیه یک مرد سفیدپوست به پیروزی برسد. نام او در هنگام تولد، ایزابلا (بل) باوم‌فری بود ولی او در ۱۸۴۳ نام خود را به سوجرنر تروث تغییر داد.
او یک سخنرانی فی‌البداهه با نام من یک زن نیستم؟ که در سال ۱۸۵۱ میلادی در اکران، اوهایو در همایش زنان بیان کرد که بعدها بسیار معروف شد. او در طی جنگ‌های داخلی به ترغیب سیاه‌پوستان برای پیوستن به نیروهای شمالی پرداخت و بعد از جنگ کوشش بسیار کرد تا دولت فدرال ایالات متحده آمریکا، سرزمینی را برای سیاه‌پوستانی که پیش‌تر برده بودند در نظر بگیرد اما موفق نشد.
در جریان یکی از سخنرانی‌های پرشورش ضدّ برده‌داری در ایندیانا در دههٔ ۱۸۵۰ مردی سفیدپوست خطاب به او فریاد زد: «من باور نمی‌کنم که تو واقعاً زن باشی.» او علناً سینه‌های خود را برهنه کرد تا زن بودن خود را اثبات کند.